# Tendaiishe Chitima
 (novembre 2021).
La mise en forme du texte ne suit pas les recommandations de Wikipédia : il faut le « wikifier ».
Les points d'amélioration suivants sont les cas les plus fréquents. Le détail des points à revoir est peut-être précisé sur la page de discussion.
- Les titres sont pré-formatés par le logiciel. Ils ne sont ni en capitales, ni en gras.
- Le texte ne doit pas être écrit en capitales (les noms de famille non plus), ni en gras, ni en italique, ni en « petit »…
- Le gras n'est utilisé que pour surligner le titre de l'article dans l'introduction, une seule fois.
- L'italique est rarement utilisé : mots en langue étrangère, titres d'œuvres, noms de bateaux, etc.
- Les citations ne sont pas en italique mais en corps de texte normal. Elles sont entourées par des guillemets français : « et ».
- Les listes à puces sont à éviter, des paragraphes rédigés étant largement préférés. Les tableaux sont à réserver à la présentation de données structurées (résultats, etc.).
- Les appels de note de bas de page (petits chiffres en exposant, introduits par l'outil «  Source ») sont à placer entre la fin de phrase et le point final[comme ça].
- Les liens internes (vers d'autres articles de Wikipédia) sont à choisir avec parcimonie. Créez des liens vers des articles approfondissant le sujet. Les termes génériques sans rapport avec le sujet sont à éviter, ainsi que les répétitions de liens vers un même terme.
- Les liens externes sont à placer uniquement dans une section « Liens externes », à la fin de l'article. Ces liens sont à choisir avec parcimonie suivant les règles définies. Si un lien sert de source à l'article, son insertion dans le texte est à faire par les notes de bas de page.
- La présentation des références doit suivre les conventions bibliographiques. Il est recommandé d'utiliser les modèles {{Ouvrage}}, {{Chapitre}}, {{Article}}, {{Lien web}} et/ou {{Bibliographie}}. Le mode d'édition visuel peut mettre en forme automatiquement les références.
- Insérer une infobox (cadre d'informations à droite) n'est pas obligatoire pour parachever la mise en page.

Pour une aide détaillée, merci de consulter Aide:Wikification.
Si vous pensez que ces points ont été résolus, vous pouvez retirer ce bandeau et améliorer la mise en forme d'un autre article.
Tendaiishe Chitima, née en 1989 ou 1990, est une actrice, autrice et chanteuse zimbabwéenne.
Elle est notamment connue pour son rôle d'Anesu dans la comédie romantique Cook Off, son premier long métrage à succès, diffusé par Netflix,. Ce rôle lui permet de remporter le prix de la meilleure actrice au Festival international du film du Zimbabwe tandis que la comédie Cook Off est nommée dans la catégorie du meilleur film.

## Biographie
Elle fréquente l'Université du Cap en Afrique du sud où elle étudie le journalisme. Après s'être inscrite à un cours de théâtre pour l'aider à lutter contre sa timidité, elle a une révélation et décide qu'elle deviendra actrice professionnelle. Cependant, elle ne parle pas de son projet à ses parents, attendant d'avoir obtenu ses diplômes. Durant ses études et après avoir obtenu son diplôme, elle joue dans des courts métrages, dont "Jayson's Hope" en 2013 qui est dans les dix finaliste de la compétition des courts métrages Afrinolly (en).
En 2016, elle interprète le rôle d'Adélaïde, une orpheline impliquée dans la traite des êtres humains, dans la série télévisée Isidingo.
En 2017, elle connait le succès dans son premier long métrage Cook Off aux côtés de Jesese Mungoshi (en), où elle incarne le rôle d'Anesu, une mère célibataire qui n'a pas fréquenté l'université et qui est une passionnée de cuisine. Son fils et sa grand-mère l'inscrivent à une émission de télé-réalité de cuisine, ce qui va changer sa vie. Beaucoup de scènes sont d'ailleurs tournées sur le plateau de la version zimbabwéenne de Top Chef, en réutilisant tout le matériel de cette émission télévisée et les acteurs ne sont pas payés. C'est ce qui permet au film, réalisé par Tomas Brickhill et produit par Joe Njagu d'exister malgré son budget initial très faible, d'environ 8 000 $. Cook Off, tourné pendant la période troublée précédant la chute du dictateur Robert Mugabe, est sélectionné dans de nombreux festivals et gagne des prix. Il devient le premier film zimbabwéen à être diffusé sur Netflix et se transforme en succès. Chitima le décrit comme une lettre d'amour pour le Zimbabwe.
En 2020, elle est à l'affiche du film Gonarezhou avec Tamy Moyo, un film inspiré du terrible massacre de 300 éléphants empoisonnés au cyanure par des braconniers qui a défrayé la chronique en 2013.

## Filmographie
Sauf indication contraire, les informations mentionnées dans cette section peuvent être confirmées par les bases de données cinématographiques IMDb et Allociné,  présentes dans la section « Liens externes ».

### Cinéma
- 2013 : Jayson’s Hope
- 2014 : Evelyn and Tapiwa
- 2017 : Cook Off : Anesu
- 2019 : Into Infinity : Angela Tariro
- 2020 : Gonarezhou : Thulo

### Télévision
- 2016 : Mutual Friends (série télévisée)
- 2016 : Isidingo (série télévisée) : Adelaide
- 2018 : Guilt (série télévisée)